# Steve Guerdat
Steve Guerdat (Bassecourt, 10 de junho de 1982) é um ginete suíço, especialista em saltos, campeão olímpico em Londres 2012. 

## Carreira
Steve Guerdat começou a treinar com a idade de sete anos de idade por seu pai, Philippe Guerdat, e o treinador Beat Mändli.
Steve Guerdat representou seu país nos Jogos Olímpicos de 2004, 2008 e 2012, na qual conquistou a medalha de prata nos saltos por equipe em 2008, e a medalha de ouro, no individual, em Londres 2012. 

## Cavalos
atuais:
- Jalisca Solier (* 1997), Selle Français, Mare, Pai: Alligator Fontaine, pai da mãe: Jalisco B, Proprietário: Yves G. Piaget
- Tresor V (* 1996), Belgian Warmblood, Stallion, Pai: Papillon Rouge, Proprietário: Yves G. Piaget
- Ferrari VI (* 1999), Oldenburg, Gelding, Pai: Furioso II, Proprietário: Yves G. Piaget
- Nino des Buissonnets (* 2001), Selle Français, Gelding, Pai : Kannan, pai da mãe: Narcos, Proprietário: Urs Schwarzenbach
- Nasa (*2001), Selle Français, Mare, Pai: Cumano, Proprietário: Urs Schwarzenbach
- Carpalo (*2001), Holsteiner horse, Gelding, Pai: Contender, pai da mãe: Cicero, Proprietário: Urs Schwarzenbach

anteriores:
- Olympic Z (*1996), Dutch Warmblood, Gelding, Pai: Concorde, pai da mãe: Ridder
- Pialotta (* 1991), Mare, Pai: Pilot, pai da mãe: Akitos xx
- Tiyl (* 1996), Belgian Warmblood, Gelding, Pai: Fantastique, pai da mãe: Codex
- Urgent III (* 2001), Dutch Warmblood, Gelding, Pai: Numero Uno, pai da mãe: Julio Mariner